# アルキメデスの大戦
『アルキメデスの大戦』（アルキメデスのたいせん、英語: The Great War of Archimedes）は、三田紀房による日本の漫画、およびそれを原作とした実写版映画。軍艦、戦闘機など旧日本海軍の兵器開発・製造について、当時の技術戦略と人間模様をテーマにしたフィクション作品となっている。
『ヤングマガジン』（講談社）にて2015年52号から2023年31号まで連載され、2023年7月6日から同年9月21日までヤンマガWebに連載移籍され、毎週木曜日更新となる。単行本3巻の帯には映画監督・アニメーターの庵野秀明が、6巻の帯には漫画家のかわぐちかいじが、8巻の帯には漫画家の秋本治がそれぞれ推薦コメントを寄せている。
実写版映画は2019年7月に公開された。

## 執筆の経緯
三田によれば『ドラゴン桜』執筆以前に本作品の構想を練っていたが、諸事情でこれを断念し代案で提案したのが『ドラゴン桜』だったとのこと。その後『砂の栄冠』終了後の次作の構想を練っている中で国立霞ヶ丘競技場陸上競技場改修関連のニュースを聞き、「（改修費用の話題が出た時に）戦艦大和の建造時もこんなふうだったのだろう」という思いと共に本作品の構想を思い出し、そこからゴーサインが出たという。
作中に登場する軍隊用語や造船用語については、監修者のチェックが入っている。本作品のネームはこの監修作業のため、2、3話先行して作成されており、内容もコマ割りとセリフのみならずキャラまでコピー用紙に描くようにしている。
これらの専門用語を作中に出す理由について三田は「専門用語って、わけがわからなくても入ってるといいモノ。マンガの格が上がる。読者もそれを逐一理解しようと思ってはいないが、むしろ専門的なことをわいわい言う雰囲気にテンションが上がる感じだと思う」、「役に立たない情報をきちんと入れる手法は、マンガ業界におけるすごく大きなイノベーションだと思うんです」としている。また、この手法については野田サトルの『ゴールデンカムイ』（週刊ヤングジャンプ連載）から、大きく影響を受けたことを明かしている（野田は、北海道の北広島市の出身）。

## あらすじ
「これからの戦争は航空機が主体になり、巨大戦艦は不要になるであろう」と考えている山本五十六海軍少将は、平山忠道造船中将が計画している無駄に大きい巨大戦艦の建造計画案ではなく、対航空機戦闘を考えた藤岡喜男の案に賛成する。一方、平山は不当に安い見積もりで、自らの巨大戦艦の建造案「大和」を新型戦艦造船会議で通したいと考えていた。平山の計画を阻止するために、山本は、元帝大生の櫂 直（かい ただし）を海軍主計少佐に抜擢する。
櫂少佐とその部下田中正二郎少尉は、特別会計監査課の課長として、平山案の見積もり金額の嘘を暴くために奔走し、その過程で日本の技術戦略にまつわる数々の矛盾に直面していくことになる。

## 登場人物
※実在人物については各内部リンク先も併せて参照。

### 海軍
櫂 直（かい ただし）海軍少佐→海軍中佐→海軍大佐
本作品の主人公。元東京帝国大学数学科の学生。22歳。英語やドイツ語を含む複数の語学にも堪能な上、数学的な発想に優れた天才として周囲の期待を集めていた若者。
尾崎財閥の令嬢の家庭教師をしていたが、令嬢とのスキャンダルを疑われて退学に追い込まれる。日本に嫌気が差し、アメリカに留学しようとした矢先に、平山中将の巨大戦艦建造計画を阻止するために、山本五十六から海軍に誘われる。最初は拒否したが渡米する直前に考えを変えて海軍に入省。山本より、主計少佐に任命され、海軍省経理局特別会計監査課の課長に就任。以後、日本の技術戦略に大きく関わる形で国防体系に大きな影響をおよぼす存在となっていく。
数学が得意分野だが、実はその特性を生かせるあらゆる分野で卓越した実力を発揮しうる英才であり、政治的な洞察にも長け、優れた人心掌握能力で陸海のみならずあらゆる分野の俊才たちを惹き付ける人間的魅力を持つ。
石原莞爾を満州国建国の英雄として讃えているが東條英機の中国侵攻に対しては一貫して反対している。
数学専門のため合理的な考え方をしているが、自身の正義感にこだわりすぎるあまりそれに反感を抱いた人たちに裏切られることがある。東條英機は「正しければ何でも通ると思っている。そこが君の若く浅はかなところだ」、丹原康介は「櫂少将は理屈一辺倒で、時々出る人の感情を無視する言動がこの人の弱みだ」と評価している。
海軍戦略の主軸として、戦艦に代わる距離攻撃手段としての航空機と無資源国日本にとって脅威となる通商破壊用兵器としての潜水艦の存在に目を向けるなど、当時としては破格な戦略眼の持ち主でもある。
軍用機の開発と配備の陸海統合を目論み、まず、海軍の新型戦闘機競争試作に参入し、海軍航空廠の有志と共に艦上戦闘機の設計を開始。試作一号機（史実の三菱九試単座戦闘機試作二号機に近い機体）が試験飛行で失われると、試作二号機の改良に当たり、主翼接合部の剛性向上と軽量化を図るため、通し桁を用いて左右翼を一体製造する先進的な設計（史実の97式戦闘機で採用された構造）を考案し、さらに速度性向上策の一環としてプロペラ機構を恒速三翅式へ変更させるなど、より先進的な技術を盛り込み、史実に数年先んじた機体（九九式二〇ミリ機銃搭載の零戦と20mmイスパノ型モーターカノン砲搭載の九六式艦上戦闘機の中間的機体）へと完成させ、三菱製戦闘機との競作に挑み、模擬空戦では源田大尉の誣告で失格させられたが、緊急手配させた空母への着艦試験で成功を収めることで、起死回生の逆転を果たす（これをきっかけに山本から懐刀として選ばれる。）。
さらにドイツ側との技術情報交換の席上でドイツが研究中のガスタービンエンジン（軸流式ジェットエンジン）の技術導入交渉を成功させ、正式な技術資料を用いた形での和製ジェットエンジンの開発を史実より7年以上早めたものの、それに浮かれること無くジェットエンジンの恐るべき可能性を考察し、苦労を重ねて採用にこぎつけた空技廠製戦闘機すら旧式機へと化しつつある現状と、航空先進国の戦闘機開発がすでに新たな次元へ踏み出すことによるジェットによる軍事体系の激変を確信し、もはや旧時代の兵器にも等しい巨大戦艦の建造計画を今度こそ叩き潰そうと決意を固める（しかし、艦載機のジェット化が巨大空母を必要とするところにまでは気付いていない様子である。）。
後に呉の船渠拡大工事の情報で巨大戦艦建造計画の復活を察知すると、呉へ赴いて平山忠道中将と対決し、その言い分を聞いた上で、兵器開発は感情で進めてはならないと一蹴して平山たちの設計した大和の設計を駄作と切捨て、平山中将や小石川大尉に問われるままに航空戦が主流となる時代に必要な設計思想を盛り込んだ「世界最大最強の戦艦・大和」の具体案を示す。
帰途に嶋田ら戦艦派の策謀に備えて高任中尉の策謀を回避し、山本に新型戦艦の図面を引き渡すことで戦艦派の動きを封じる策を万全なものにしたことで中佐への昇進が内定されたが、海軍省からの離職を申し出て、佳つ世と温泉旅行に出る。だが、そこで永田鉄山暗殺の知らせを受け、彼の死に乗じて愚昧な軍人たちが台頭していく情勢の行く手に熾烈で絶望的な日米戦争の未来を予感し、永田の遺志を受け継いで軍人として救国の人生を選択し、丹原康介と今後の展望について話し合うと、このままでは亡国の対米戦争が現実のものになることを知り、世界最大の工業国家であり、工業用原材料の主な輸入元でもあるアメリカとの関係冷却化を選びかねない日本の状況に一層危機感を深める。
永田の死によって陸海戦闘機共同開発計画が頓挫したため、より画期的な航空戦用兵器の開発を検討しなければならなくなった時、逆に効果的な軍備体系に拘りすぎて、戦争防止というよりも開戦のための準備をしていた状況に気付き、これでは容易に戦争へ突入してしまうと考え、ならばと米国側の軍備計画を時間的にも費用的にも負担の過大なものへ誘導する罠として世界最大級の巨艦・大和の建造計画を利用しようとするが、まだ実用化にいたっていないガスタービンの採用問題で、平山と対立してしまう。
しかし、平山を初めとする艦政本部の面々と対立してでも自分の考案した戦略に適した巨大戦艦・大和の建艦と運用の提案をして、海軍首脳部の支持を取り付けるが、江本を初めとする主要な造船設計者や艦政本部長の中村から協力を拒否されて孤立しかける。しかし、自分以上の天才児・桑野肇との知遇を得たことによって計画の画期的な進展の見込みを得る。
中佐の階級を拝命すると同時にドイツへの一年近い出張任務を命じられ、日本大使館への暗号表輸送と新技術の導入指揮の任務を引き受け、死線をかいくぐるように任務を果たし、無事にドイツに到着。そこで同じく中佐へ昇進したシュヴァルツとの再会を果たすと同時に、稀代の梟雄となるアドルフ・ヒトラーと邂逅する。
運んできた金塊で工作機械だけではなく、ガスタービンやロケットのようなハイテクエンジンや電気溶接や真空管の製造技術などの日本の製造業の弱点を補うための技術導入のためにも運用しようと決意し、横井中佐と協力してシュヴァルツらのユダヤ人脈への接近を意図し、協力と引き換えに日本への亡命への協力を引き受けるとユダヤ人脈を利用した各種レアメタル資源6000トンの引渡しをシャハト経済相に提案して、取引を成功させる。
正式な形でのドイツからの技術導入を進める一方、購入できない分は自ら動き回って、様々な産業技術や先端科学の研究を学び取り、膨大な最新の学術書の購入も進めることで、史実とは比較にならないほど膨大な最新技術の導入を成功させ、後に蔵相の高橋是清から「3倍の成果を上げた」と賞賛される。
出発を間近に控えた状況でシュヴァルツから兄の亡命を依頼されて快諾し、監視の目を潜り抜けて亡命者たちを日本の鉄道車両に引き入れると秘密警察の追求を毅然とした姿勢で退けて日本への亡命を成功させた。
帰国後は愛する女性との別離を噛み締めて仕事に邁進し、山本と語らって亡命者たちの中にいる5人の優秀な科学者や理工学者を新設の科学研究機関に迎え入れて新型軍艦建艦に必要な高度技術開発を担うよう手配させ、以後の様々な新兵器の開発速度を早める基盤を築く。
高橋是清から日米戦争勃発による日本の経済的負担に関する問い合わせを受けて、史実の太平洋戦争の推移を見通すかのような正確な見通しを告げた上で、米英両国を満州の権益に巻き込んで対ソ防共の流れに引き込む形で日米の対立点を解消する策を提案するが、その直後に陸軍将校の反乱事件（二・二六事件）に巻き込まれて来襲した陸軍士官の凶弾から高橋を庇い、頭部に銃撃を受けて昏倒するも、九死に一生を得て、即日、職場に復帰し、立て続けの功績に加えてのとほうもない強運振りによって海軍省の面々から「不死身の男」として畏敬され始める。
山本から戦争防止のための超技術戦艦として建造しようとした戦艦大和を日米戦争での優位のための空母機動部隊との連携によるハワイ攻略のための新型戦艦として再検討するよう命令され、自分の志が大きく捻じ曲げられたことを知るも、拒絶の道はないものと受諾し、前甲板に20インチ砲12門を搭載させた型に変更させる一方、日米戦争の開始はそのまま日本の滅亡になるとの確信から、己が命と名誉を捨ててでも日本を救う秘策として、あえて国家に対する背信行為になることを承知で、世界最先端のハイテク軍備となる誘導ロケット弾装備型の大和の技術情報を故意にアメリカ側にリークし、アメリカ側の対日開戦派に対する牽制とした上で日米相互不可侵条約と新たな軍縮条約の締結を新たな目標として見定めると、丹原康介からアメリカ側諜報関係者との接触に必要な情報を得て、尾崎家で邂逅した綾部マキコを米軍側のスパイと見抜き、アメリカに対する情報霍乱に利用しようとする。
1936年3月17日に日本最初の長距離ロケット砲の実験を成功させ、建造計画中の大和をミサイル艦へ改装する許可を山本から得ると、ミサイルの将来性と発展形態を説明し、先にこれを開発することで圧倒的な優位に立てることを力説する。
しかし、肝心のミサイル開発に当たって、微細な部品の量産をこなせない日本の基礎工業力の低さという最大級の壁に当たってしまい、せめてネジの規格統一だけでも進めるべく商工省の岸信介と会談し、その道筋をつけると、4月19日に横須賀航空本部で三菱の堀越と中島の小山と相談し、新型ロケットの技術をエサに新型航空機開発への参加と、工業規格改変のための合弁会社設立による部品供給体制の統合化を進める形で生産体制の効率化を承諾させ、8月から開始させることに成功する。
綾部マキコをアメリカに対する情報操作の窓口として利用すべく、機密のロケット兵器の写真を餌に彼女のスパイ嫌疑を確たるものとした証拠を掴み、一気に追い詰めて、過去の恨みではなく希望ある未来のために死を覚悟した自分についてきて欲しいと口説いて味方につける。
嶋田の横槍と艦政本部の非協力で呉の船渠が全て塞がって大和建造が阻害されてしまうが、そこで尾崎が横浜に完成させた第3造船船渠が開いた状態であることを知らされて横浜へ向かい、船渠の見学中に尾崎と対面すると、過去の行きがかりを捨てて深く謝罪することで尾崎の顔を立てて和解し、大和建造へと協力させる。
しかし盧溝橋事件の勃発により始まった日中の軍事衝突について東条英機が戦線を拡大することを危惧する中で第二次上海事変が勃発し、陸軍に貸しを作ること無く海軍単独で事態の収拾を図ろうとするも海軍上層部の決断の遅れにより失敗。その後国民党軍の物資集積所を空爆することで撤退を成功させるが、その戦闘で坂巻を失う。
だがその後に護衛戦闘機無しで行われた南京爆撃で多大な犠牲が出たことで嶋田に強硬に抗議したことから自宅謹慎の処分を受ける。そこで訪れた丹原と共に東条英機を説得すべく中国へと向かう。
写真技術者として丹原および新聞記者と共に前線に向かうが、その途中で新聞を売ることしか考えず国民を戦争へとあおり立てる新聞記者たちに対しては「下衆で低俗な輩」と激しい嫌悪感を抱く。
丹原と共に対面した東条から「日本によるアジア全域支配」という途方も無い野望を聞かされ「止めたいのなら私を殺せ」と銃を渡されるが「暴力ではなく論理を使う」と宣言して銃を返す。
帰国後、山本五十六に東条の野望を伝え対米開戦を防ぐ決意を新たにする。
1939年に第二次世界大戦が勃発。海軍の情勢会議ではヒトラーがバクー油田やウクライナの穀倉地帯の掌握まで目標にしていることを見抜き、アメリカを敵にしかねない状況下でソ連との全面対決に巻き込まれかねないドイツとの同盟に強く反対する。そして日米戦争を避けるためアメリカとの交渉を目論見、マキコを通じて偽情報を流し日米交渉を実現させる。
日米交渉では山本のはからいにより特別に少将に進級し、海軍全権大使として渡米してアメリカと交渉に望み、陸軍代表の牟田口少将の放言に苦しめられるも、ルーズベルトとの単独会見にこぎつけたが、そこで命がけの屈服を迫られるも、その沈着な態度で逆にルーズベルトに認められ、アメリカが対中政策上欲する位置にある南洋領を漁場として有望なアリューシャン諸島と交換することを条件に日米関係の険悪化を食い止め、さらに中国からの全面撤収を牟田口少将にも認めさせて、開戦へ踏み込みかけていた日米外交を同盟関係構築へと転換させる。
帰国後、綾部マキコの変事を悟り、手掛かりを求めて現場で待ち受ける特高の前に駆け付けたものの、マキコが特高に追いつめられて自害した可能性に気付き、そのまま車で通過することで虎口を脱し、弔いの花束を掲げて、彼女の死を無駄にさせないと日米同盟の構築に向けて動き出す。
田中 正二郎（たなか しょうじろう）海軍少尉→海軍中尉
海軍省経理局の特別会計監査課所属。櫂の直属の部下。25歳。櫂より年上だが、上官である櫂に付き従っており、櫂とともに奔走する。様々な分野の問題で発揮される櫂の優れた才幹に接し、強い敬意の念を覚え、櫂こそが海軍改革の旗手たりうる人物と見なすも、その離職の意志を知り、このまま海軍の中で出世して欲しいと願っていたが、永田暗殺後に櫂から離職撤回の決意を知らされて喜び、以後も櫂の側近として彼の傍につき従う。
櫂の進める新型戦艦計画が極めて先進的であることを知るが、その常識を越えた未来的な設計思想が周囲にもたらす波紋を懸念もしている。
最近の陸軍に狂信的なグループが形成されつつある状況を懸念しており、その中で櫂が高橋蔵相の招聘を受けて単独行動をとろうとしていることを不安視していたが、その悪い予感が当たり、事件の翌朝に消息不明が確実となった櫂を探して奔走し、探し当てた櫂が意識を取り戻した様子を見届けると安堵と共に号泣する。
山本 五十六（やまもと いそろく）海軍少将→海軍中将
第一航空戦隊司令官。兵器運用の中心が戦艦よりも航空機に移りつつある時代の流れを感じ取っており、平山の巨大戦艦建造計画を阻止し、藤岡の設計した航空母艦の建造計画を進めるために、櫂直を海軍に招き入れる。海軍軍重鎮の中では比較的先進的な発想を持つ切れ者とは言えるが、その思考は海軍軍人としての枠を出るほどとは言えず、迫りつつある世界大戦の嵐を切り抜けるにはまだ不十分なところがある。
軍縮条約破棄により、このまま本格的な建艦競争になれば巨大戦艦建造に国費と資源を浪費することになると危惧し、次期主力戦闘機競争試作期間の大幅短縮を宣言するが、技術的な競作試験に関わる以上、知るべき最低限の技術情報を学ぶことなく審査会議に望んだため、源田実大尉の強引な意見の欠陥を見抜けないまま、模擬空戦で敗れた三菱製の機体を空戦の実質的勝利者だとして、その採用を認めてしまい、後にその経緯を知った櫂から、海軍の改革者であるかのように振舞う山本自身に海軍組織（の問題点）への認識や必要な知識が不足していることを懸念される。
源田の主張を入れて採用を決定した新型戦闘機の着艦試験でドイツ視察団の眼前で大事故を起こしてしまい、面目をつぶされるが、櫂の手配で飛来した航空廠試作機による着艦試験に賭け、その成功と共に正式採用を決定した。
どれほど不利な状況でもあきらめずに勝利の算段を立て続け、冷静沈着な采配で味方を奇跡的な勝利へと導く櫂の力量を評価し、真に頼れる優秀な部下として強い好意と信頼を寄せるようになる。
櫂が入手した新型戦艦の設計図を検分したことで、嶋田の策謀の証拠を手に入れるも櫂の離職願いを受けて、「これほど優秀な男を手放すわけには行かない」と策をめぐらそうとするが、突然の永田暗殺事件によって、これに呼応する極右勢力の暴走に備えて戦艦へ転居した隙を突かれて、東條と嶋田による陸海急進派の提携を見逃してしまう。
後に櫂のハワイ攻略構想から機動部隊による真珠湾攻撃の実現性に気付き、大西らと語らって（史実より6年早い時期からの）検討を進める。
櫂の今後の活躍のために佳つ世を説き伏せて櫂と離縁させるが、それは櫂の出世と名声の維持に繋がることを望んでいるがゆえであり、離別のつらさを仕事への取り組みで癒そうとする櫂を気遣ってもいる。
二・二六事件で高橋蔵相宅へ向かったまま消息を絶った櫂の安否を案じ、頭部を撃たれて重症となったことを知ると激怒と共に櫂の救命を最優先とするよう命じるが、実は骨にさえ異常のない軽症と知らされて安堵するも、櫂自身が持つ途方もない強運に慄然となる。
復帰した櫂から亡き高橋蔵相との会合で日米戦争の戦費についての検討を依頼された旨を聞くと、陸軍強硬派の強引極まりない体質ではもはや戦争へ突進を始めた日本の狂気を未然に押しとどめることは困難になったと見なし、櫂がかつて唱えたハワイ強襲に空母機動部隊による制空作戦を加えた新たな作戦の立案と実施を告げ、そのための戦艦大和計画について検討するよう命令し、後日、櫂が持参した地上砲撃作戦用の大和の図面に満足する一方、そのさらなる改修型となるミサイル艦・大和の図面に驚愕し、その突き抜けた先見性に櫂の大逸材ぶりを再認識し、1936年3月17日に横須賀の長距離ミサイル実験に立会い、音速を超えて高高度へ飛翔するミサイルを見て、その時代を超えた有用性と実現性を悟り、大和のミサイル艦改修案を喜んで承認する（史実を超える未来兵器への認識を山本が手にした瞬間だった。これにより山本の航空主兵思想にミサイルという要素が入り、史実の開戦より数年早くミサイルの搭載を意識した艦載機や新たな戦術構想が生まれる余地が出てくる。）。
櫂からミサイル開発戦略の構想と将来性に関して説明を受けると、自分の航空主兵思想を超えた軍事戦略眼に感嘆し、その卓越した才覚を海軍の技術戦略へ生かし続けることを決意する。
藤岡 喜男（ふじおか よしお）造船少将
海軍艦政本部第四部基本設計主任。対航空機戦闘のための航空母艦の直掩用の戦艦を設計する。山本五十六と仲が良く、山本に櫂直を抜擢してもらい、巨大戦艦建造を計画していた平山中将と争うが、櫂の飛びぬけた才幹に畏怖の念も抱く。
櫂の活躍により、新型戦艦建造計画は藤岡案が採用されるも、翌年1934年3月12日に藤岡が設計した水雷艇「峰鶴」が転覆事故を起こし、犠牲者100名という大惨事となる。後日の査問委員会では藤岡の設計不良が指摘され、櫂は一概に藤岡の設計不良だけが原因とは言えないと上申を提案するも、藤岡は全責任をとる意向を伝え、直後に自決した。生前に櫂宛の遺書を残しており、自身が設計した艦艇設計図の複写を基に櫂に今後の兵員の安全のため、船体改修案を考案するよう託す。
モデルになったのは藤本喜久雄海軍技術少将。
永野 修身（ながの おさみ）海軍大将
横須賀鎮守府司令長官。新型戦艦建造計画会議のメンバーで嶋田は政敵であるため、藤岡案を支持する。山本の推薦により、大角大将に櫂の入省を要請する。
周囲の言動に振り回されやすく、浅慮なところもあり、櫂から信用の置ける人間ではないと見なされる。
（史実では海軍兵学校校長時代に体罰を禁止、自啓自発・自由闊達な議論を重んじるなど開明的な人物であり、本作品では史実に比べると大きく劣化した人物として描写されている）
平山 忠道（ひらやま ただみち）造船中将
海軍技術研究所所長。主人公・櫂にとっての初期における敵ボス的人物。新型戦艦建造計画会議のメンバーで、巨大戦艦「大和」を設計して建造する計画を立てている。優秀だが設計思想が保守的な傾向がある。尾崎財閥とは癒着関係にあり、自分の建造案を通すために会議で不当に安い見積もりを出した。会議にてそのカラクリを櫂に暴かれて糾弾されるも、機密保持を理由に居直るが、櫂に安全想定基準の見積もりの甘さを指摘されると自身の計画の欠陥を認め、計画案を取り下げる潔さを見せた。その後、小石川経由で提供された櫂の船体改修案を上層部に提起、政敵であった藤岡の死去もあり、海軍内での権威をより高めており、技術畑ではあるが、戦艦派の高級将校としてその影響力は大きな人物。
櫂を自分の障害となる人物として認識はしているが、同時にわずか一週間でプロの軍艦設計者並みの実力を見せたその才能を評価もしており、後に櫂のもたらした艦艇改修案を検分した時は「天晴れ」と絶賛し、（皮肉交じりではあるが）謝意を表すまでに至っている。
その一方で、自分の後ろ盾でもある嶋田繁太郎の冷酷かつ身勝手な言動に辟易したものを感じており、立場はともかく心情としては櫂に近いところがあり、強い気迫と理路整然とした態度で自分の前に立ちはだかる一方、自分ですら思いも寄らない高度な技術的発想を開示してくる櫂に対し、密かな好意すら抱くようになっていた。
兵を大事に考えており、櫂によって、当初の自らの設計案に、沈没に至る欠陥があることを指摘された時は、潔く負けを認めて、設計案を取り下げた。また、その欠陥の改修について、嶋田少将から「完璧を求めずとも」と催促されても、「事故を起こす危惧がある以上、万全を期す」と断り、嶋田の人命軽視とも取れる発言には「兵員たちの命を何と考える」と内心では怒りを示している。
航空派の油断を誘うべく、建艦計画の排水量を半分に公表しつつ、巨大戦艦建造に向けて呉の船渠拡大工事を推し進めていくが、そこへ押しかけた櫂の並々ならない気迫を受け止めるとスパイ容疑からかばった上、その知略と意志の強さを試すかのように対峙する。
櫂の判断基準があまりにも兵器の性能評価に偏っていると見て取ると、櫂を造船船渠の改修現場へと招き入れ、巨大戦艦の建造が莫大な雇用を創出し、景気浮揚の一助となっていることを説明し、さらに巨大戦艦の存在が駆逐艦のような脆弱な艦に乗る兵たちの心のよりどころになっていることを説くが、櫂から感情論で兵器開発を語っていると指摘され、一挙に追い詰められてしまう。
そこで、櫂が見ても納得のいく新時代の戦艦の技術的条件を聞き出すことを思いつき、あえて（自分たちが設計したほうの）大和の建造計画の破棄を決断して見せることで櫂を油断させた上で「世界最大・最強の戦艦・大和」の具体案を聞き出すことに成功し、櫂の卓越した天分にさらに惚れ込むと同時に、櫂をも納得させるほどの画期的な設計案をその櫂自身から聞き出したことでついに建造すべき大和の具体案を知り、ほくそ笑む。
櫂によって巨大戦艦建造計画の中止が決定的なものとなり、嶋田に切り捨てられかけるが、櫂から大和建造への協力を打診され、一旦は歓喜するものの、技術的に未開発なガスタービンを主機とする櫂の意向に難色を示し、それがきっかけで袂を分かつ羽目となる。
自分が心血を注ぐ巨大戦艦の建造事業を取引材料と見なして弄ぶ嶋田繁太郎の傍若無人さに憎しみさえ抱くようになっており、「もう二度とこの男は信用しない」と誓うまでに関係は冷却化している。
モデルになっている人物は大正時代から昭和初期にかけて海軍艦政本部で艦艇設計に従事し、妙高型重巡洋艦などの画期的な重武装艦を設計した平賀譲海軍技術中将。
小石川 達郎（こいしかわ たつろう）造船大尉
海軍技術研究所の平山忠道の部下。東京帝国大学工科大学造船学科の卒業生で巨大戦艦の建造に夢をかける戦艦オタク。既に巨大戦艦の模型を作成している。櫂とは対立する立場にあるが、その人格と才能を高く評価もしている。
性格が率直なためか、櫂からも平山に比べれば好感を抱かれており、藤岡の遺志により作り上げた船体改修案を小石川に託している。
自分と平山が心血を注いだ「（史実に近い構造の）大和」の建造が中止されたことで一旦落胆するものの、その櫂から「新時代にふさわしい新たなる大和」の設計案を聞いたことで、その建造への意欲を燃やし、櫂の提示した設計図に魅せられる。
桑野 肇という超人じみた天才を先輩に持っている。
桑野 肇（くわの はじめ）造船少佐
艦政本部の技術士官。小石川同様、東京帝国大学工科大学造船学科の卒業生。艦船設計という分野で櫂以上の天才であり、レーダーや誘導ロケット兵器の出現のみならず艦船に関わる様々な分野の技術的将来性を的確に予測した上で、それを体系的に統合化した設計構想で数十年後の軍艦がどのように発展していくかを予測し、それに則った形での軍艦の設計を実行してのけるほどの狂気的な天才児で、櫂の設計した戦艦ですら「主計少佐の設計したものにしては悪くない水準にある」と上から目線で評価を下すほどであり、すでにイージス艦に酷似したミサイル巡洋艦の概略設計やガスタービンエンジンの搭載を考慮した設計も検討していたほど先進的な人物であるが、技術将校として以外の部分は削ぎ落としたように不出来で浮世離れした人物。
後輩の小石川以上に性格が率直で、その技術的先見性を買った櫂から新型戦艦の詳細設計を託されており、何名かの仲間を集めてその設計チームを率いることとなったが、その癖の激しい性格のために却って奇人変人の集団になっていくことも危惧されている。
大砲に代わる新たな艦艇用主力兵装が誘導ロケット弾となることを櫂に伝えた。
櫂の帰国時には優秀な男たち（諸計算統括の中丸大尉、機関統括の塩野谷大尉、誘導ロケット研究開発担当の池田大尉、造船統括の荒木中尉）を結集させ、画期的な超戦艦・大和の図面を完成させて櫂に披露し、主兵装を大砲ではなく80門の誘導ロケット発射機としたその新奇な設計思想（他にレーダーらしき装備さえある）で驚嘆させ、それを日本の新型戦艦として建造することを認めてもらうが、後日の事件をきっかけに数年後の戦争が避けられない情勢となり、既存の巨砲搭載艦への仕様変更を余儀なくされた。
中村 良三（なかむら りょうぞう）
艦政本部長。（史実では軍事参議官との兼職）。階級は海軍大将。
艦政本部の技術将校達から協力を拒否され、孤立した櫂を見捨ててひたすら保身を図る小物。
戦争の危機が迫る現状を見ることも知ろうともしない姿勢の持ち主で、海軍の人事が惰性で決められていることを象徴するかのような人物。史実より劣化した言動の持ち主として描かれた。
大西 瀧治郎（おおにし たきじろう）
横須賀海軍航空隊副長。階級では海軍大佐。次期主力戦闘機採用試験を控えた櫂の前に源田実や淵田美津雄らを引き連れて対面した。海軍戦術の主力を航空分野へ切り替えようとする航空派の有力士官で、山本五十六との繋がりも深い。知恵と実行力にあふれた櫂の活躍を頼もしく感じており、航空派の同志として接する。
源田 実（げんだ みのる）海軍大尉
横須賀海軍航空隊分隊長。櫂とは次期主力戦闘機採用試験の性能評価試験のための搭乗員として淵田美津雄と共に対面した。海軍戦術の主力を航空分野へ切り替えようとする航空派閥の士官だが、生え抜きの海軍軍人でもない櫂に対して特に好意も感じていない。戦闘機の正式採用を検討するに当たって製造コストに目を配るあたり、基本的に優秀な人物ではあることは確かだが、自信過剰なあまり自分の視点や経験に拘り過ぎる視野の狭いところがある上、周囲を自分の望む方向へ引っ張ろうとするほどに我の強い面もある。
飛行機乗りとしては鈍足高機動の複葉機時代から抜け出しておらず、速度性や高空での飛行性能よりも二次元的な水平方向での機動性を重視する一方、上下方向への機動戦闘を危険かつ困難であるという理由（実戦でそんな考えは通用しないという事実を模擬空戦の結果から感じ取れないほど鈍いと言える）で忌み嫌う傾向もあり、防弾性能に対する重要性をかけらも感じていないためか、模擬空戦の初撃で（防弾装置を設けたはずの）航空廠製の戦闘機側の敗北が決定的であるかのように主張し、三菱製戦闘機の採用へと審査会議を誘導した。だが、その事実を知った櫂や坂巻から、自分の都合で道理を捻じ曲げ、組織を振り回す身勝手極まりない人物と見なされる。
空母への着艦試験で三菱製新型戦闘機の操縦を担当することになるが、かねてから櫂が懸念した通り、着艦試験に失敗。九死に一生を得たものの山本を初めとする審査会議の面目をつぶす結果となり、強引に会議を誘導してまで採用させた機体が事故機となった事実を譴責され、その信頼を失ってしまう。
嶋田 繁太郎（しまだ しげたろう）海軍少将
海軍軍令部第一部長。新型戦艦建造計画会議のメンバーで懇意にしている平山案を支持する。尾崎留吉とも関わりがある。
出世欲が強く、国家の未来よりも自分の権勢確立に忙しい人物で、時折見せる利己的な言動でトラブルの種を作る。平山中将よりも階級は下だが、軍令部という部署の政治的影響力をてこに実質的に戦艦派グループの指導的存在になっている。自派閥の有力士官である平山中将の櫂への肩入れぶりに閉口する一方で自身も櫂を煙たがりつつその能力は認める態度は示している。
自分の肝いりだった巨大戦艦建造計画を白紙撤回に追い込んだ櫂の行動が山本五十六ら航空派の意向を汲んでのことであることから山本らに対抗心を抱いており、海軍の軍備計画（③計画）において徹底的な根回しの下に大和型巨大戦艦の建造計画を復活させると同時に、そこに山本少将を失墜させる企みを仕掛けるも、結局、櫂に出し抜かれて山本少将に決定的な弱みを握られると、保身のために全責任を平山ら海軍技術者達に着せようとする。
永田暗殺の混乱後、対外強硬派の中で頭角を現していく東條英機陸軍少将から海軍側の協力者として選ばれ、陸軍の中国侵攻作戦に対する支援を要請され、快諾する。
軍政家としては有能な事務屋程度の能力しかなく、軍略家としては第一次大戦の戦訓もろくに吟味も出来ていない上に、国力の違いが軍事戦略に与える影響をまるで理解しておらず、国家戦略に対する構想力も無ければ発想も退嬰的で技術の進歩が戦術に与える影響の大きさすら意識していない有様で国家的危機感の薄い楽観主義者（史実で山本から「おめでたい」と評された気質は本作品でも健在である。）。
櫂からハワイ攻略用の新型戦艦の運用構想を知らされて、「そんな空想科学小説のような戦艦が建造できるわけはない」と貶しはしたものの、その卓越した作戦構想力に感銘もしており、ゆくゆくは櫂を自分の側近に引き入れようと考えている。
平山をなだめる意味でも櫂の提案よりは現実性の高い平山案の戦艦建造を密かに支援する一方、海軍の船渠を櫂が使用できないよう裏で手を回している。
日中戦争では櫂の反対を無視して護衛戦闘機なしの南京空襲を強行して大損害を出し、これを抗議した櫂とは激しく対立する。
櫂とは基本的に対立する立場だが、その一方で櫂の対米全権大使任命については当初は反対しつつも、最終的には承認するなどその能力を評価している面もある。
高任 久仁彦（たかとう くにひこ）海軍中尉
軍令部所属。嶋田少将の腹心として、櫂たちの計画を阻止するために身辺調査を行う。身分は海軍軍人ではあっても実質的にその立場は嶋田少将の私的工作員とも言うべき人物で、嶋田繁太郎の命を受けて尾崎家の女中セツを懐柔して得たスキャンダルを元に尾崎財閥を巻き込む形で徹底的に櫂を貶めたり、同郷の黒川大尉を動かして櫂の行動に掣肘を加えようとする。
軍人でありながら、天下国家よりも目先のことしか考えておらず、その本質はチンピラ同然の小人。
嶋田からの厳命で櫂の手にした新型戦艦設計図の奪取と破棄の機会を伺い、旅館の女性を脅迫して櫂の所持した戦艦の設計図を奪い、焼き捨てようとしてニセモノを掴まされてしまう。
嶋田の裏の雑用係にも等しい立場のため、大した功績を築くこともできず、出世の見込みがないわが身に対し、敵対した櫂が次々と出世の機会を掴んでいく状況に内心、忸怩たる想いを抱えている。
黒川 俊満（くろかわ としみつ）海軍大尉
呉警備隊隊長。嶋田少将に連なる戦艦派の士官であり、高任中尉からの依頼で櫂たちにスパイ嫌疑をかけてその行動を徹底的に妨害しようとする。性格的には陰険かつ粘着質な小人で、苦労を重ねてようやく大尉の身分を得たわが身と引き比べ、大学生のような若さで少佐の階級章を得た櫂に対する妬みから強い悪意を抱く。
大角 岑生（おおすみ みねお）海軍大将
海軍大臣、新型戦艦建造計画会議のメンバーで、中立的な立場であるが、永野長官よりの要請を受けて、伊藤少将に櫂たちの入省を認めるように特命を出す。面倒を嫌うあまり大局をおろそかにする傾向がある。
助川 正治（すけがわ まさはる）主計大佐
海軍省経理局次長。軍人というよりも官僚的な人物であり、外部から抜擢の形で入り込んだ櫂を“部外者”と見なして、あからさまに冷淡な態度を取る。
伊藤 養三（いとう ようぞう）海軍少将
海軍人事局人事局長。大角海軍大臣からの特命で櫂の入省を受理する。その件で嶋田少将に叱責される。
宇野 積蔵（うの せきぞう）海軍大佐
戦艦長門第15代艦長。櫂たちの戦艦長門の乗艦時に対応する。
坂巻（さかまき）機関大尉
海軍航空廠所属。山本からの評価も高いが、一癖ある人物と知られており、航空廠が成果も挙げられず海軍内での評価も低いため、部下たちとともに昼間から酒と博打にうつつを抜かしている。櫂から航空廠での次期新型戦闘機開発を打診されるも、以前出会った佳つ世に惚れ込んでいるため、佳つ世と交際中の櫂を敵視していたが、その櫂の書上げた新型戦闘機の図面を一瞥するや一目で惚れ込み、意気投合する仲となる。
テストパイロットの八神中尉の無茶な操縦により試作一号機を喪失した時は激昂したものの、後の飛行機乗りのために命をかけることを辞さないその気骨を評価もしており、試作二号機の飛行試験から「生きて帰れ」と命令する。
佳つ世への恋慕の情は捨てていないが、それに負けないほど櫂を気遣うようにもなっており、海軍首脳部が櫂ほどの大逸材の結婚問題に口を出さないはずがないと見通しており、佳つ世との繋がりが櫂の出世を妨げ、佳つ世を苦しめる結果になることを懸念していた。
後の新型戦闘機競作試験で、源田大尉が試験の結果も試作機の性能も無視した暴論で審査会議を誘導し、採用が決まりかけていた自分たちの試験機を落選させていた事実を知らされて、激しい怒りを燃やし、空母への着艦試験へ全力投入を決意。櫂の采配の下に成功させて採用を勝ち取り、航空廠の能力の高さを証明する。
しかし櫂の立案した渡洋爆撃による上海の物資集積所への空襲に同行した際、中国軍戦闘機の攻撃により機銃弾を受けて致命傷を負う。櫂の腕の中で防弾装備の必要性を訴え、今際の際には佳つ世のことを話しつつ息絶えた。
常本（つねもと）機関中尉、岩田（いわた）機関少尉、斉藤（さいとう）機関少尉
海軍航空廠所属。坂巻の部下。試作二号機の改良にあたり、プロペラを飛行速度に合わせてピッチ角を変更していく定速プロペラに変えていくことを櫂に進言した（史実より1、2年早い採用となった）。
横居 忠雄（よこい ただお）
ドイツ駐在の日本大使館付武官である中佐。理知的で温和な人物。息子のように若いながらも同級の櫂に対してもいやな顔もせず、親身に協力する。
ドイツから工作機械のみならず先端技術の大幅導入をレアメタルによって実現したいとする櫂の企てに協力すべく、ユダヤコネクションへの接触を提案し、ユダヤ人亡命でも積極的に櫂をサポートする。

### 陸軍
永田 鉄山（ながた てつざん）
陸軍省軍務局長。陸軍主流派閥（統制派）を率いる英才であり、軍人という枠にとどまらない広い視野と構想力を持つ陸軍きっての実力者。
東条英機の紹介で櫂と会見し、その視野が政戦両略に長けたものであることを見極めると日本の大戦略実現に欠かせない大逸材と見なし、中島発動機の獲得問題に協力する。
櫂の優れた才幹を主計少佐で埋もれさせるには惜しいと見なしており、海軍の戦略を左右するほどの地位へ出世して欲しいと願っており、櫂主導で開発された海軍航空廠の新型戦闘機が正式採用されると（詳細な模写はなされなかったが）櫂の推し進めた陸海戦闘機共同開発策を受け入れ、陸軍側の根回しを推し進めた。
陸軍指導部の統制強化のために皇道派を初めとする粛軍を推し進めるが、その最中に暗殺者の凶刃に斃れることとなる。
英邁な彼の死は日本の戦略遂行能力の低下を危惧する櫂に海軍からの離職を思いとどまらせることとなった。
後に霊となって自分を慕う東条英機の眼前に出現し、これから起こる亡国の危機とその回避策を訴える。
東條 英機（とうじょう ひでき）
丹原康介と懇意な関係にある陸軍少将。後に中将。永田鉄山と親しく、几帳面かつ面倒見の良い反面、細かい部分で抜け間のなさを発揮する人物。丹原康介の紹介で櫂と会見し、その卓越した才気を認めると陸軍主導の政局実現のための有用な手駒になると見なし、永田鉄山との会見を手配する。その際、これを“貸し”として櫂に意識させることも忘れなかった。
永田の死によって日本の前途に危機感を抱くあまり、日本が列強と渡り合うために必要な資源と市場を有する満州国保全を名目に中華民国の実質的な属領化を目論み、海軍側の協力者として（主人公・櫂の敵とは知らないまま）嶋田を選んでしまう。
身内に対しては誠実だが視野が狭く、時代の流れを的確に読む感性も鈍いため、部下や側近に旧弊な人物を選ぶ傾向がある。
国家の戦略を検討する重大な会談で嶋田を相談相手に選んでしまい、嶋田から日本海軍の実力ならばアメリカはたやすい相手と聞かされて安心し、中国領への侵攻を決定。大陸の戦乱から日本を遠ざけようとする櫂と対立する道を選んでしまう。
後に本国の皇道派将校たちの暴走を知って自分が死んだ永田に代わって陸軍全組織の統制に乗り出すことを誓うが、永田が暗殺時に着ていた血染めの軍服を着ることで永田の志を継ぐことを誓っていた最中に、突如出現した永田の霊に日本を亡国から救う策を知らされ、その実行を迫られるも、そのあまりの困難さと死者の霊に語りかけられるという異常な状況に冷静さを失い、尊敬しぬいていた永田を死んだ人（過去の人間）として拒絶し、否定してしまう。
後に東アジアを日本が征服することで日本を中心とした一大勢力圏を築くという構想（というよりも妄想）に取りつかれるあまり、櫂が推し進めようとする日米協調路線を敵視し、陸軍代表として交渉事にまるで不向きな牟田口少将を送り出し、徹底的な妨害を企てる。
後日、櫂の活躍と牟田口の裏切りで日米交渉の成立を許してしまうも、あくまでも正々堂々と櫂と渡り合う清廉さは失わないでいる。
牟田口 廉也（むたぐち れんや）
陸軍少将。もとは皇道派であったが、統制派に鞍替えし東条英機に従う。
表向きは合理性を否定し精神力を優先する頑迷な軍人のように見えるが、信念はなく自分の保身と出世を優先する機会主義者。
東条ら櫂と対立する人物も、その多くが櫂の能力や信念は評価する中で遥かに年下の櫂が自分と同じ少将の地位にあることに憤慨するなど度量も小さい。東条にも表面的には忠実だが内心ではこき使われたと不満を抱いている。
だが機会主義者であるがゆえに目端の利く部分もあり、訪米中にアメリカの国力を知り、またM3中戦車を見て対米戦の困難さを悟るなど、史実よりは合理的な見識を持つ人物としても描写されている。
日米交渉における陸軍代表として交渉団に加わるが、その目的は東条の指示で日米交渉をぶち壊しにし、櫂や海軍の対米協調派を失脚させることだった。
その目論見通り一旦は米国側を怒らせ、交渉を打ち切りにさせるが、側近の瀬島龍三の工作で東条を見限って、対米交渉成功を自分の手柄にすることを考え、交渉再開に軽い気持ちで同意するが、アメリカ側の招待を受けて、当時としては世界最先端の都市であるニューヨークを見学し、アメリカの持つ底力をまざまざと知らされて対米交渉の失敗が日本の運命を暗転させかねないことを察し、櫂に協力的な姿勢を取り始める。
瀬島 龍三（せじま りゅうぞう）
陸軍大尉。関東軍参謀本部所属。陸軍のキレ者として知られ、牟田口の補佐として同行する。
表向きは牟田口に忠実だが、内心では東条英機共々『腐った陸軍上層部』の人間だと軽蔑しており軍中枢の有様に絶望さえ抱いている。
日中戦争の泥沼化を懸念する中の日米交渉で櫂の志を汲んで牟田口に対しては東条英機と距離を置くように進言して裏切らせ、またその後も繰り返し日米交渉をまとめることが手柄になると伝えて交渉妥結へと誘導する。

### 政治家
高橋 是清（たかはし これきよ）
大蔵大臣。増大傾向にある軍事予算が日本経済におよぼす影響を憂慮し、海軍の若手士官としてその偉才振りを注目されつつあった櫂を赤坂の自宅に招聘し、アメリカと戦争状態に突入した場合に日本が必要とする財政的、物資的な負担についての分析を依頼し、出てきた恐るべき結果を知って、櫂の提唱する「満州利権に英米を巻き込む策」に賛同する。しかし櫂を招待したのが陸軍の過激な若手将校によるクーデターが勃発した日であり、部隊による襲撃を受けた際に、最後の力を振り絞り、巻き込んでしまったかたちの櫂に日本の未来を託して死んでいった。

### 官僚
丹原　康介（たんばら こうすけ）
外務省調査部第三課課長。希望的観測を交えず淡々と冷静な分析を進めて確度の高い未来予測を可能にする切れ者で、アメリカとイギリス両国支配層の思惑や世界戦略の大略を正確に把握すらしており、中国との衝突がアメリカをして対日戦争を決意させ、エネルギー利権がらみでオランダまでがそれに同調する形で日本を追い詰めるところまで見抜いている。
国際的な諜報活動にも造詣が深く、櫂にとっては国際政治事情の良き相談相手となっている。
1934年正月に尾崎と会談し、その席で欧州情勢について今後はヒトラーが中心となることを予測する。
孤立化へ向かう祖国日本の将来を憂慮しており、櫂の描いた展望に日本の進むべき国家戦略を感じ取る。
岸 信介という親友がいる。
求心力のある永田の死をきっかけに統制を失った陸軍の暴走が中国との対立を引き起こし、それが対米戦争への引き金になることを懸念する。
2.26事件で高橋蔵相以下、有為の人材を失ったことで陸軍の暴走が決定的となった状況下、櫂から仮想敵国であるアメリカの諜報関係者の動静について突如の打診を受け、その問いにただならない思惑を感じ取る。
岸 信介（きし のぶすけ）
商工省における革新系敏腕官僚として知られた人物。
丹原康介とは親友であるが、満州を巡っては欧米との協調路線をとる丹原と対立することもある。丹原からその英才振りを度々聞かされていた櫂と会見し、日本の工業規格統一推進のための案を聞く。それが日本を経済大国へ導く構想の一環であると同時にアメリカとの国際協調路線の強化を狙ったものであることを明かされ、その大胆な構想力と緻密な論理性と確かな行動力に驚嘆すると同時に、幕末の英雄たちにも似た新時代を招聘する力量を感じて全面的な協力を約束する。
武者小路 公共（むしゃこうじ きんとも）
在ドイツ日本大使。冷静かつ豪胆な人物。
櫂からユダヤ人9名の亡命計画を知らされ、危険を冒してまで困難な取引を支援してくれたユダヤ人たちへの義理を大切にしておきたいとの思惑から櫂の計画に賛同し、その支援を約束する。

### 特別高等警察
藪本 強一（やぶもと きょういち）
特別高等警察の捜査官。感が鋭く、決断力にあふれた敏腕だが、自己の判断を正当化するために殺人すらいとわない面があり、その性格を周囲から危ぶまれてもいた。
米国のスパイ摘発のために活動しており、1936年からマークしていたマキコをスパイと確信して店に踏み込むが、それを寸前に察知したマキコに自害され、店も炎に包まれて全ての証拠が隠滅される。
しかし、マキコの身辺を見張っていた時に、その後姿を見た櫂こそ、マキコを通じて米国に軍事機密を売った売国奴と断定して捜査を続行し、一旦は櫂を誘拐同然に連行して拷問にかけるも、あくまでも罪を認めようとしない櫂の態度に業を煮やしてその抹殺を決意した矢先に、部下に見放されて櫂の身柄を奪われた挙句、逆に投獄されてしまう。

### 軍需企業関係者
尾崎 留吉（おざき とめきち）
尾崎財閥総帥。56歳。金物商から立身出世して、第一次世界大戦の大正バブルの時に財を成した成金。造船、機械などの重工業を中心に120社で構成される企業体である尾崎財閥を築きあげる。近年は軍需産業に経営資源を集中させている。平山中将と関係が深い。かつて、娘・鏡子の家庭教師に東京帝国大学の学生であった櫂直を雇っていた。
抜け目が無いようだが激しやすい人物で、誤解や早とちりで対人関係を決する傾向が強く、誇り高い人物。鏡子の一方的な言い分を盾に櫂を帝大から追放させ、さらに後日、嶋田繁太郎の言い分を真に受けて、“尾崎財閥の敵”となった櫂の抹殺を一旦は決意するも、密かに調べなおすことで櫂が決して娘に不埒な真似をしない品行方正な人物であることを認めてもいた。
嶋田が密かに支援している平山設計の戦艦・大和建造事業に参入すべく、銀行家の子息に娘の鏡子を差し出し、その代わりに莫大な融資を受けて、横浜の第三船渠を完成させたものの、建造事業への参加を嶋田に反故にされ、苦境に立たされるが、そこで尾崎の力を借りに来た櫂と出会ってしまい、個人的な恨みと会社を救う算段の狭間に動揺するも、濡れ衣を着せられたことへの恨み言を言わず、中佐と言う破格の出世を遂げた自己の才覚にも溺れること無く、素直に頭を下げて自分の顔を立てた櫂の大器ぶりに感じ入り、過去の行きがかりを捨てて大和・建造への参加を約束する。これによって櫂の高度技術兵器開発計画に大きく関わることとなった尾崎の会社は、世界的なハイテク企業へ成長する足がかりを手に入れることとなる。
鶴辺 清（つるべ きよし）
大阪鶴辺造船株式会社の社長。海軍省に新型空母の売り込みに来たときに櫂に出会う。櫂の要請を受けて、平山案による見積もりの不正をあばく計画に協力する。若い時には欧州に造船のために留学する。1915年8月14日ロンドンからスペインに商船を運んでいる途中、大西洋上でドイツ帝国海軍Uボートの魚雷攻撃を受けるが、九死に一生を得る。
斜め飛行甲板による着艦と発艦の同時作業が可能な新型空母の構想（本人は飛行甲板が効率的に使用できる分、艦体の小型化が可能なように思っているようだが、史実の斜め飛行甲板式の空母はジェット機の普及が影響して全長300mを超える大型艦になっている）を持っており、さらに自らの経験から潜水艦による通商破壊戦の脅威を身にしみて感じてもいる。
容姿のモデルとなったのは笑福亭鶴瓶。実写映画版では鶴瓶が演じて「大里清」の名で登場し、社名も「大里造船」に変更されている。また、実際の戦艦大和の菊花紋章の金箔を貼ったのは、笑福亭鶴瓶の岳父である。
中島 知久平（なかじま ちくへい）
陸軍用軍用機製造企業最大手である中島飛行機の社長。永田鉄山より海軍航空廠の新型戦闘機開発への協力を要請され、その際に海軍の一主計少佐でありながら異能の天才として腕を振るいつつある櫂について知らされ、強い興味を示す。
堀越 二郎（ほりこし じろう）
三菱重工業名古屋航空機製作所の航空機設計者。海軍の次期新型戦闘機開発計画に参与しており、「九試単座戦闘機」を設計する。自分の技術と構想に強いこだわりを持つ人物であり、同じく天才肌の櫂に対しても強い好意を抱き、その実行力にある種の期待感を抱く。
新型戦闘機の競作試験では、櫂のチームが開発した新型機の設計に自分のデザインが剽窃されても、それほどまでに自分の設計を評価してくれたのだと前向きに受け止めてみせる一方、それが数々の最新技術と新装備を盛り込んだ準次世代機でもある事実を知ると、短期間でそれを形にした櫂を「恐るべき人物」と評価する。
模擬空戦で敗退するものの、防弾装備を一顧だにしない源田実の強引な主張に助けられた形で勝ちを拾うが、櫂の提唱によって空母への発着試験の実施が決定されたことで事実上の「延長戦」に持ち込まれたことを察し、新たな闘志を燃やした。
空母への発着試験を控えた時の櫂の言動からその高い志を感じ、その堂々とした姿勢に惚れ込むが、かつての櫂の警告を甘く受け止めたことが決定的敗因になったことを悟り、櫂の忠告に応えられなかった過去の自分の迂闊さと、戦闘機の採用を取りこぼした失態に内心忸怩たる思いを味わったが、勝者である櫂が航空廠試作機の基礎設計が自分の設計した三菱機そのものであることを明らかにしてくれた上、その技術的功績を理由に機体の製造を三菱に一任することが告げられたことで立場を失わずに済み、ますます櫂に心を開くようになる。
櫂の語る「戦闘機の陸海共用構想」に強い興味を示すが永田少将暗殺事件の影響でせっかく進められていたその事業の頓挫という苦衷を味わうものの、櫂の航空行政改革の同志として粘り強い活動を続け、後の零戦の開発も櫂の提案を反映した設計思想で推し進めていくことになる。
日本の軍用機開発最大のネックが発動機の開発・製造能力にあることを懸念し、繊細なまでに気を配った機体設計で性能向上を果たす路線を選んだことを櫂に語っている。
櫂が亡命ユダヤ人科学者達を集めた秘密研究機関に開発させた新型ロケットの実験成功に驚愕し、櫂によって日本がこの分野の研究で世界の先頭に躍り出たことを知ると、その技術の導入と引き換えに中島との部品規格共通化を承諾する。
小山 悌（こやま やすし）
中島飛行機の航空機設計者。海軍航空廠の技術士官たちを率いて次期新型戦闘機開発に参入しようとする櫂の大胆な目論見と噂に聞く英才振りに好意を抱き、中島製発動機・寿の技術供与に協力すると同時に、軍首脳部が見逃している軍用機のあるべき条件に“搭乗者の防護”があることを訴える。
新型戦闘機の競作試験では、試験期間を極端に短縮されたところで発動機のトラブルに見舞われてしまい、無念の敗退となる。
櫂の招聘によって堀越と共に出向いた横須賀航空本部で、櫂が主導したロケット開発計画の進展ぶりに驚愕し、堀越同様、その技術導入と引き換えに新型戦闘機の共同開発や部品規格の統合化を承諾する。櫂の目的が日本の産業構造さえ変革する方向性を持っていることに感嘆しており、堀越同様、その大器ぶりに惚れ込みつつある。

### ドイツ第三帝国

#### 政府
アドルフ・ヒトラー
ドイツ第三帝国の最高指導者。
訪独した櫂が出会った最初のドイツ政府要人でもある。
第一次大戦で疲弊し、追い詰められていたドイツを再建へ導き、熱狂的な支持を集める一方、敵には容赦のない苛烈さと果断さで恐れられてもいる。
かねてから危険視するソ連との対決に備えて国民のより一層の結束を進めるべく、共産革命で主導的な立ち位置にいることの多いユダヤ人たちへの警戒と排除を説いており、そのためにシュヴァルツのようなドイツを愛する優秀なユダヤ人までも敵側へ追いやりつつある。
櫂の前に姿を表し、その率直かつ剛毅な態度に冷徹ながらも強い関心を込めた視線を向ける。

#### ドイツ海軍
ハインリッヒ・シュヴァルツ
ドイツ海軍少佐。櫂とほぼ同年で優秀な人物。元々はカイザー・ウィルヘルム研究所で数学と物理を学んでいた俊才だったが、海軍の招聘を受け、技術将校として物理化学と電磁気学と統計力学の研究者として活動している。
駐在武官のヴェネッカー中佐に伴われて「赤城」を訪問中に新型戦闘機の空母発着試験を控えて来訪した櫂と出会い、そのただならぬ博識振りと数学者としての卓越したセンスに強い興味を示す。
櫂に勝るとも劣らぬ頭脳の持ち主であり、これからの国防に必要な電探や情報管制システムの開発に必要な分野のエキスパートでもあるが、出自がユダヤ系であるため、ヒトラー政権下のドイツ社会では政治的に不安な立場にある。
元々自由な政治的気風を愛する人物でもあったため、日に日に激化しつつある祖国の反ユダヤ運動が（挙国一致体制のさらなる強化を目論む）ヒトラーの扇動でさらに激越なモノへと変貌していく現状を憂慮しつつあり、危険な軍事的博打に打って出ようとする祖国ドイツの未来を憂慮し、祖国ドイツへの忠誠とユダヤ人としての自分の立場の間で揺れ動く自分の懊悩を櫂に吐露した。
櫂が改良設計を施した航空廠試作機を検分し、その優れた設計がドイツの技術から見ても最先端級の水準であることを感じ取ると同時に、一介の主計少佐であるはずの櫂の航空行政に対する入れ込みようにただならないものを感じとると、それがドイツにとっての国益にならないと理解しつつも、櫂が要求してきたドイツのジェットエンジン技術の供与要請を助ける形で口添えする。
後日、中佐へ昇進した後に訪独した櫂と再会し、その胆力と堂々とした姿勢に惚れ込んでいく。
ドイツからのハイテク導入のためにユダヤコネクションの協力を仰いだ櫂に対し、協力と引き換えに在独ユダヤ人たちの日本への亡命を要望する。
櫂に自らの最先端の知識も伝授したあと、間近に迫ったユダヤ人隔離政策から最愛の家族である兄を守りたいと願い、その亡命を櫂に依頼する。

### アメリカ合衆国

#### 政府
フランクリン・D・ルーズベルト
アメリカの最高指導者。
善隣政策・ニューディール政策・中立法により大恐慌で深刻なダメージを蒙ったアメリカの復活を進める一方、その国力に見合った国際的地位の確立を目論む覇者としての顔を持っている。
大恐慌で疲弊し、その経済再建が遅々として進まないアメリカ経済復活のために戦争を公共事業とすることでその再建を果たす一方、戦争相手の国家を実質的な属領国家とする形で勢力を広げ、ゆくゆくは世界的な覇権を確立しようと目論む冷酷な大野心家。
ハーバード大学から招聘した経済学部のエリック・ガードナー教授からの提案を足がかりに対日戦争を計画し、ゆくゆくは従属させた日本を足がかりに将来性の高いアジア市場をアメリカの経済的植民地にすることで、アメリカを世界の実質的な覇者に押し上げた名政治家としての名誉と栄光を手にしようとする（史実のルーズベルトよりも五体健全で自信に満ち溢れた性格となっており、容易に他人の操り人形にはならない意志の強い人物となっている。）。
後日、日米関係の修復のためのアメリカとの交渉で、櫂の交渉術によって閣僚たちが圧倒され、自分までその席に引きずり出される形で櫂と向き合い、その尋常ならざる力量を認めると、単独会見を口実に邪魔の入らない場を設け、その器を見極めるように銃を突きつけ、問答無用の屈服（日米講和路線の放棄）を迫るが、幾たびも死線を乗り越えてきた櫂にはその手口が通用しないと理解すると、彼の見識を試すようにヒトラーに対する見解を問い、その説得力のある意見の数々に感銘する一方、櫂の提唱する対独日米同盟実現への条件として、さらなる見返りを求め、南洋領とアリューシャンを交換するという条件で承諾し、さらに日本陸軍が進める中国への軍事的干渉の停止を櫂に約束させる形で日米同盟へ舵を切ることを承諾する。
日本にとってこれからもタフな交渉相手ではあるが、破綻しかけた両国の関係を見事に回復へ向けさせた日本人・櫂の力量に感銘を受けている様子がうかがえる。
コーデル・ハル
国務長官。
大統領およびガードナー教授の方針に忠実。日米交渉でも強気な態度を崩さず、一旦は交渉を打ち切るがマスコミに日米交渉の秘密が漏れたことで再開を余儀なくされる。
牟田口から満鉄株の売却、櫂から大和の売却を提案された時も承諾を渋り、経済的合理性よりもアメリカの掲げる正義を優先する発言をしている。
クロード・スワンソン
海軍大臣。1927年のジュネーブ海軍軍縮会議と1930年のロンドン海軍軍縮会議の合衆国代表。1933年から1939年までアメリカ合衆国海軍長官。
櫂の流した情報により、大和の存在を知り日本との開戦を回避すべく尽力する。後に日米交渉にも参加する。
エリック・ガードナー
ルーズベルトの腹心としてハーバード大学から招聘された経済学者。
極めて利己的な性格であると同時に、軍事を政治的目的達成のために躊躇いなく振るうべきだとの思考の持ち主で、史実の腹心で同種の構想を持ちかけていたと見られナイ委員会が捜査していたバーナード・バルークに近い人物。
合衆国の覇権確立のためにもなると信じて推し進めようとしている対日戦構想に執拗な抵抗を見せる櫂の手強さを知ると、日本の隷属化はアメリカの意思と言わんばかりに徹底的に脅しをかけて屈服を迫り、対日戦に乗り気な自分の姿勢に手厳しい態度を取るダグラス・マッカーサーに強い復讐心を抱くなどいささか小悪党な面がある。
当初は若造と見なした櫂の卓越した知性と決断力を脅威と見なし、櫂に丸め込まれたルーズベルトが日米関係改善を決意したことに対して翻意を促すが、またしてもマッカーサーにやり込められ、憤懣やるかたない思いを抱いている。

#### アメリカ陸軍
ダグラス・マッカーサー
アメリカ陸軍参謀総長。
戦場を知る者として、またフィリピンが戦場になるのを避けるために日本との戦争は望んでいない。
櫂の能力を見抜き、彼にアメリカ合衆国の交渉流儀を教えて交渉妥結のためのヒントを与えた。
櫂から大和売却の提案がなされると、ハルがそれを承諾しないことを見越し、ルーズベルト大統領に直接決断させることを提案する。
櫂には好意的に接する一方、大量虐殺にもつながる全面戦争を気楽に構想するガードナーの姿勢に強い嫌悪を抱いている。
マリン・クレイグ(英語版)
アメリカ陸軍参謀総長。マッカーサーに代わって就任。日米交渉に参加。交渉では日本側の要求に強硬姿勢を見せる。

##### アメリカ海軍
ウィリアム・リーヒ
アメリカ海軍作戦部長。日米交渉に参加。

### 民間人
尾崎 鏡子（おざき きょうこ）
留吉の娘で尾崎家の令嬢。櫂直が家庭教師をしていた。少女らしい一途さを持つが考えや行動に軽はずみな面があり、櫂に想いを寄せる一方、とっさの狂言のために櫂の立場を決定的に悪化させてしまい、櫂が帝大を退学させられる原因を作ってしまう。追放された後も櫂への未練を抱いており、高任から櫂がセツや芸者（佳つ世）と深い仲だと聞かされた時は憤りを感じつつも諦め切れない様子を見せたが、親の意向で銀行家の御曹司と婚約させられてしまう。その直後に想い人の櫂が独り身になったことを知るも、もはや他の男に嫁ぐしかなくなった我が身に涙する。
綾部 マキコ（あやべ マキコ）
銀座にある洋装店の経営者。アメリカ側のスパイとしても活動しており、櫂がドイツからユダヤ人科学者たちを日本へ亡命させた件について探りを入れていた。
後日、尾崎邸で櫂と出会い、その櫂こそが探りを入れていた問題の鍵を握る人物であることに思い当たり、日本軍の最高機密に関わる人物としてマークした直後に櫂が自分の店を訪れたことで大きな手柄を上げようと闘志を燃やすが、櫂がめくって見せた手帳の記載を思わず凝視してしまい、スパイであることを見破られてしまう。しかし、彼女自身はそれに気付けず、後日、櫂がさりげなく見せた隙を突いてその軍事機密をモノにすべく動いてくる。
かつて孤児となった自分を養育してくれた義理の両親を日本の特務機関員に殺害された過去があり、それゆえに祖国・日本に対し深い恨みを抱いてアメリカのスパイになった経緯を櫂に暴かれてしまい、自害を企てるが櫂に諭され、アメリカとの戦争を避けるために二重スパイとなることを受け入れた。
櫂の指示で作為的な軍事機密漏洩工作を手伝う形で櫂の構想する日米同盟構想実現に寄与するも、アメリカのスパイであることを特高に突き止められてしまい、追いつめられたことを悟ると櫂を守ることを優先して証拠を焼き、炎の中で自害する。
セツ
尾崎家の女中。櫂と令嬢のスキャンダルの秘密を海軍（高任）に洩らしたことが留吉の逆鱗に触れ、女中を辞めさせられる。後日、嶋田繁太郎から櫂と密通していたと虚偽の誣告を受ける。
佳つ世（かつよ）
櫂が宴席で知り合った芸者。そのまま一夜を共にし、同棲する仲となった。雨の日に邂逅した尾崎鏡子が櫂に惚れ抜いていることを察知し、櫂を奪われることを恐れている。
仕事が一段落したことで一旦は高級士官への道を捨ててくれた櫂に安堵するものの、永田の死をきっかけに救国の英雄となる道を選択した櫂の決意も尊重する。
ドイツへの出張が決まっても海軍上層部から櫂との結婚の許可が下りない現状から、自分との仲が海軍首脳から問題視されている事実を悟り、山本から身を引くよう説得を受けて泣く泣く承諾する。

## 書誌情報
- 三田紀房 『アルキメデスの大戦』 講談社〈ヤングマガジンKC〉、全38巻
  1. 2016年5月6日発売[11]、ISBN 978-4-06-382781-1
  2. 2016年5月6日発売[12]、ISBN 978-4-06-382782-8
  3. 2016年8月5日発売[13]、ISBN 978-4-06-382828-3
  4. 2016年11月4日発売[14]、ISBN 978-4-06-382876-4
  5. 2017年2月6日発売[15]、ISBN 978-4-06-382928-0
  6. 2017年4月6日発売[16]、ISBN 978-4-06-382951-8
  7. 2017年8月4日発売[17]、ISBN 978-4-06-510088-2
  8. 2017年11月6日発売[18]、ISBN 978-4-06-510353-1
  9. 2018年3月6日発売[19]、ISBN 978-4-06-511091-1
  10. 2018年7月6日発売[20]、ISBN 978-4-06-511649-4
  11. 2018年8月6日発売[21]、ISBN 978-4-06-512413-0
  12. 2018年11月6日発売[22]、ISBN 978-4-06-513557-0
  13. 2019年3月6日発売[23]、ISBN 978-4-06-514826-6
  14. 2019年5月7日発売[24]、ISBN 978-4-06-515467-0
  15. 2019年6月6日発売[25]、ISBN 978-4-06-516132-6
  16. 2019年7月5日発売[26]、ISBN 978-4-06-516355-9
  17. 2019年8月6日発売[27]、ISBN 978-4-06-516728-1
  18. 2019年11月6日発売[28]、ISBN 978-4-06-517723-5
  19. 2020年2月6日発売[29]、ISBN 978-4-06-518488-2
  20. 2020年5月7日発売[30]、ISBN 978-4-06-519545-1
  21. 2020年8月5日発売[31]、ISBN 978-4-06-520466-5
  22. 2020年11月6日発売[32]、ISBN 978-4-06-521344-5
  23. 2021年2月5日発売[33]、ISBN 978-4-06-522291-1
  24. 2021年5月6日発売[34]、ISBN 978-4-06-523335-1
  25. 2021年8月5日発売[35]、ISBN 978-4-06-524337-4
  26. 2021年11月5日発売[36]、ISBN 978-4-06-525854-5
  27. 2022年2月4日発売[37]、ISBN 978-4-06-526819-3
  28. 2022年5月6日発売[38]、ISBN 978-4-06-527787-4
  29. 2022年8月5日発売[39]、ISBN 978-4-06-528803-0
  30. 2022年11月4日発売[40]、ISBN 978-4-06-529753-7
  31. 2023年2月6日発売[41]、ISBN 978-4-06-530702-1
  32. 2023年5月8日発売[42]、ISBN 978-4-06-531693-1
  33. 2023年7月6日発売[43]、ISBN 978-4-06-532247-5
  34. 2023年8月4日発売[44]、ISBN 978-4-06-532656-5
  35. 2023年9月6日発売[45]、ISBN 978-4-06-533017-3
  36. 2023年10月5日発売[46]、ISBN 978-4-06-533316-7
  37. 2023年11月6日発売[47]、ISBN 978-4-06-533627-4
  38. 2023年12月6日発売[48]、ISBN 978-4-06-534120-9

## 実写映画
2019年7月26日に公開された。

### 映画版あらすじ

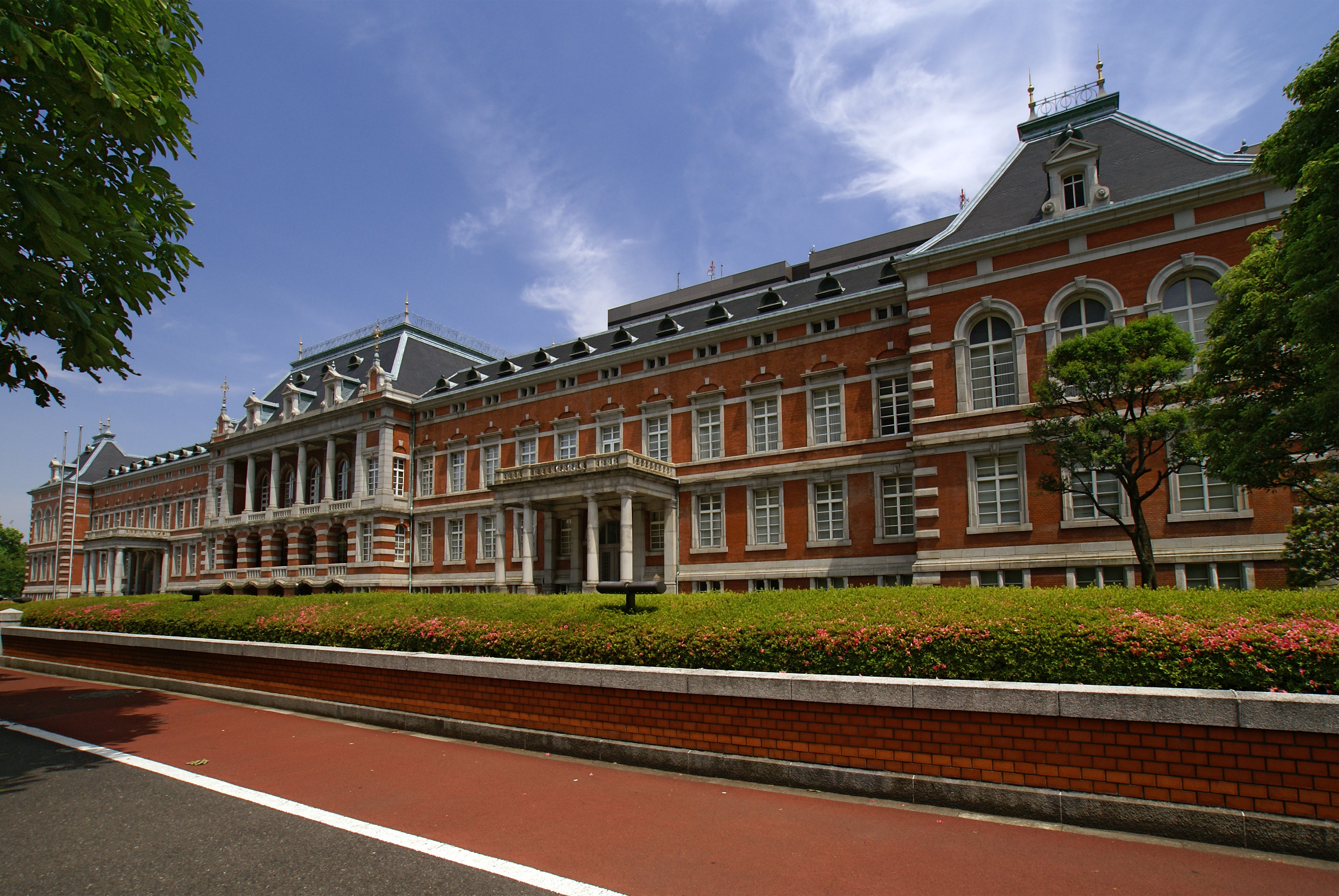
海軍省ロケ地（法務省旧本館）

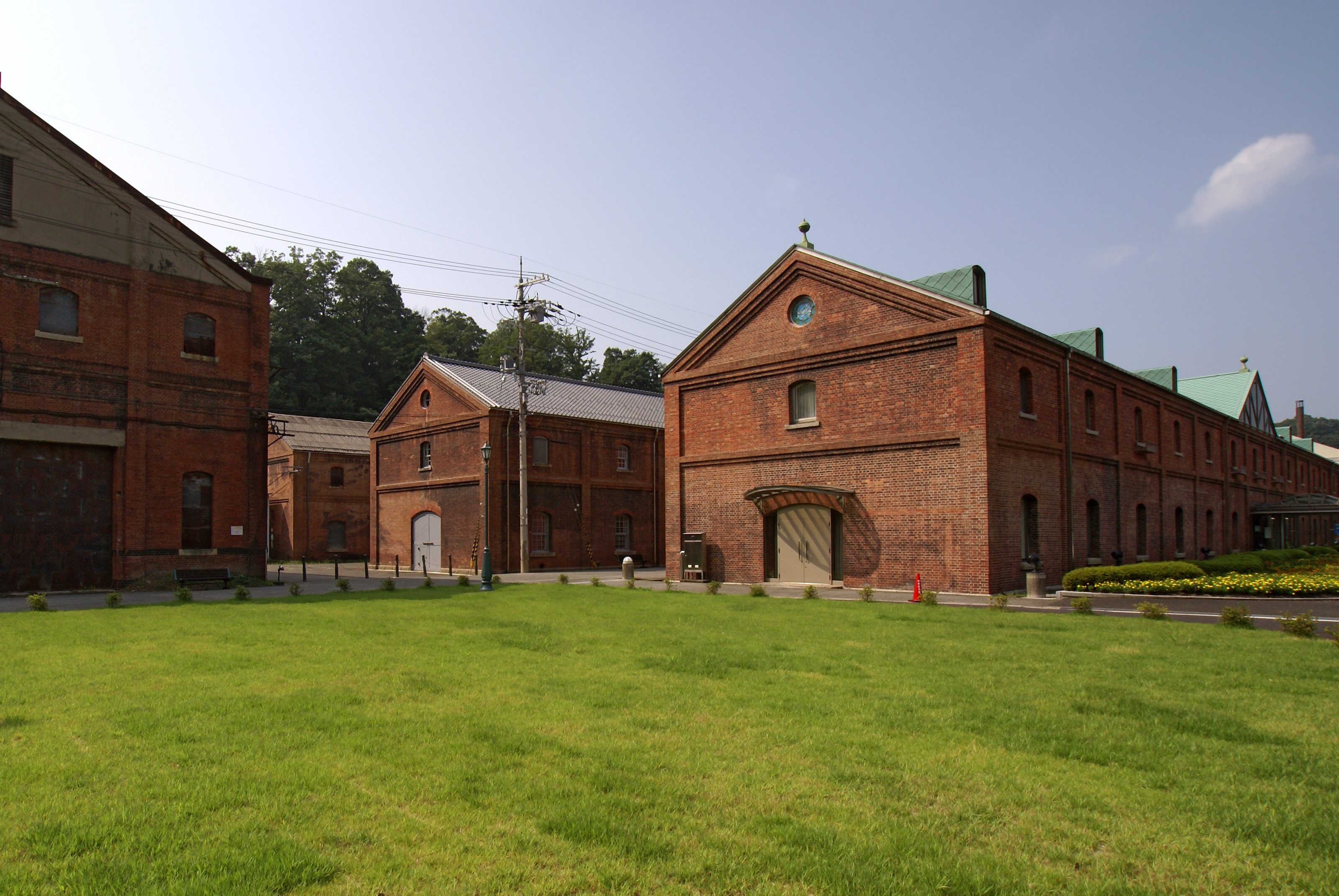
横浜港ロケ地（舞鶴赤レンガ倉庫群）

1945年（昭和20年）4月7日、大日本帝国海軍の巨大戦艦大和は、アメリカ軍の魚雷と爆撃による猛攻を受け、沈没していった。
遡る1933年（昭和8年）、海軍では新造艦をめぐる会議が行われており、永野修身中将と山本五十六少将は、来る航空戦に備え航空母艦の必要性を説く（航空主兵主義）。しかし、平山忠道技術中将が持ちだした巨大戦艦の模型に、大艦巨砲主義派の嶋田繁太郎少将は感嘆し、大角岑生大臣も魅了される。料亭で今後の方針を話し合う永野と山本は、平山案の建造予算が異様に低いことに着目し、それを証明しようとするが途方に暮れる。料亭では、豪遊する学生服姿の若者がおり、山本は彼に芸者を融通するよう説得に行く。その若者：櫂直の数学能力の高さに気付いた山本は、櫂に証明を行わせようとする。櫂は造船業で栄える尾崎財閥家に仕える書生で、「西の湯川、東の櫂」と天才の誉れ高い青年だった。しかし、嶋田と尾崎留吉の眼前で大艦巨砲主義を批判したことに加え、令嬢の鏡子と親密になったことを姦通と曲解され、東京帝国大学理学部数学科を放校になっていた。日本と海軍に幻滅する櫂は、頑なに断り、プリンストン大学へ留学しようとするが、出発の間際、日本が戦争で荒廃する様子を想像し、「国民に幻想を与える戦艦案を廃し、戦争を阻止する」という山本の説得に応じる。

### 配役
- 櫂直：菅田将暉[51]
- 田中正二郎：柄本佑[52]
- 尾崎鏡子：浜辺美波[52]
- 大里清：笑福亭鶴瓶[53]
- 大角岑生：小林克也[52]
- 宇野積蔵：小日向文世[52]
- 永野修身：國村隼[52]
- 嶋田繁太郎：橋爪功[52]
- 平山忠道：田中泯[52]
- 山本五十六：舘ひろし[52]
- 大里商船の事務員：波岡一喜
- セツ：木南晴夏[54]
- 藤岡喜男：山崎一
- 蒲瀬和足（参謀）：飯田基祐
- 高任久仁彦：奥野瑛太
- 尾崎留吉：矢島健一
- 料亭の女将：角替和枝[注 7]
- 下宿の大家：池谷のぶえ
- 造船会社の部長：天野ひろゆき
- 若い士官：石田法嗣
- ナレーション：窪田等

### スタッフ（映画）
- 原作：三田紀房『アルキメデスの大戦』（講談社「ヤングマガジン」連載）[51]
- 監督・脚本・VFX：山崎貴[51]
- 音楽：佐藤直紀
- 製作：市川南
- エグゼクティブ・プロデューサー：阿部秀司、山内章弘
- プロデューサー：佐藤善宏、守屋圭一郎
- ラインプロデューサー：阿部豪
- 撮影：柴崎幸三
- 照明：上田なりゆき
- 美術：上條安里
- 録音：藤本賢一
- 装飾：龍田哲児
- VFXディレクター：渋谷紀世子
- 編集：宮島竜治
- カラーグレーダー：齋藤精二
- 音響効果：岡瀬晶彦
- 特機：奥田悟
- 衣装：水島愛子
- ヘアメイク：宮内三千代
- キャスティング：梅本竜矢
- スクリプター：阿保知香子
- 助監督：安達耕平
- 制作担当：櫻井紘史
- 宣伝プロデューサー：鎌田亮介
- プロダクション統括：佐藤毅
- 配給：東宝[3]
- 制作プロダクション：ROBOT
- 制作協力：阿部秀司事務所、東宝映画
- 製作：「アルキメデスの大戦」製作委員会（東宝、日本テレビ放送網、電通、読売テレビ放送、ROBOT、白組、KDDI、講談社、阿部秀司事務所、東急エージェンシー、日本出版販売、ひかりTV、毎日新聞社、朝日新聞社、ローソンエンタテインメント、GYAO、時事通信社、カルチュア・エンタテインメント、木下グループ、ニッポン放送、中日新聞社）

### ロケ地
撮影は2018年夏。
- 栃木県足利市（栗田美術館）[55]、茨城県笠間市(筑波海軍航空隊記念館）[56]、茨城県水戸市(芦山浄水場)[57]、東京都千代田区（法務省旧本館（赤れんが棟））[58]、神奈川県横浜市中区（氷川丸）[59]、愛知県名古屋市中区（名古屋市役所）[60]、三重県桑名市（鯉料理大黒屋）[61]、京都府舞鶴市（舞鶴赤レンガ倉庫群、旧北吸浄水場配水池、日本板硝子社宅）[62][63]、兵庫県神戸市中央区、東灘区、兵庫区（神戸税関、海岸ビルヂング、旧乾邸、旧加藤海運本社ビル）[59][64]、広島県呉市（旧呉軍港桟橋、アレイからすこじま付近）[59][65]

### 受賞
- 第32回日刊スポーツ映画大賞・石原裕次郎賞・石原裕次郎賞[66]

## 舞台
2022年10月1日から17日まで東京・シアタークリエにて上演され、他の都市でも巡演された。
当初の予定では2020年6月30日から7月16日までシアタークリエにて上演されるほか、同年7月に全国公演も予定されていたが、新型コロナウイルスの影響で全公演が中止となった。2022年4月18日、新たな上演日程が発表された。

### 会場
- 2022年10月1日 - 17日、東京・シアタークリエ
- 同10月21日 - 23日、大阪・梅田芸術劇場シアター・ドラマシティ
- 同10月25日、静岡・静岡市清水文化会館マリナート 大ホール
- 同10月27日 - 28日、愛知・日本特殊陶業市民会館ビレッジホール
- 同10月30日、香川・レクザムホール（香川県県民ホール）大ホール
- 同11月3日、広島・呉信用金庫ホール（呉市文化ホール）

#### 中止となった当初予定
- 2020年6月30日 - 7月16日、東京・シアタークリエ
- 同7月19日、広島・呉信用金庫ホール
- 同7月21日、静岡・清水文化会館マリナート
- 同7月25日 - 26日、愛知・御園座
- 同7月29日 - 31日、大阪・メルパルクホール大阪

### 配役
シアタークリエ『アルキメデスの大戦』公式サイト発表：
- 櫂直：鈴木拡樹
- 田中正二郎：宮崎秋人
- 尾崎鏡子：福本莉子
- 高任久仁彦：中村太郎（中止公演） / 近藤頌利
- 大里清：岡本篤
- 大角岑生：奥田達士
- 嶋田繁太郎：小須田康人
- 山本五十六：神保悟志
- 平山忠道：岡田浩暉

他、米村秀人、神澤直也、二村仁弥、高橋彩人

### スタッフ（舞台）
シアタークリエ『アルキメデスの大戦』公式サイト発表：
- 原作：三田紀房『アルキメデスの大戦』（講談社「ヤングマガジン」連載）
- 舞台原案：映画「アルキメデスの大戦」
- 脚本：古川健（劇団チョコレートケーキ）
- 演出：日澤雄介（劇団チョコレートケーキ）
- 美術：土岐研一
- 照明：松本大介
- 音楽：佐藤こうじ
- 映像：浦島啓
- 衣装：藤田友
- ヘアメイク：宮内宏明
- 軍事監修：後藤一信
- 数学監修：根上生也
- 軍事所作指導：越康広、長谷部浩幸
- 方言指導：岐部公好
- 演出助手：平戸麻衣
- 舞台監督：荒智司
- 企画：山﨑奈保子
- 制作助手：室橋鮎、髙橋優里子
- 制作：村上奈実
- アソシエイトプロデューサー：仁平知世
- プロデューサー：増永多麻恵
- 宣伝写真：森﨑恵美子
- 宣伝衣裳：藤田友
- 宣伝ヘアメイク：宮内宏明